# 查尔斯·罗伯特·拉尔森

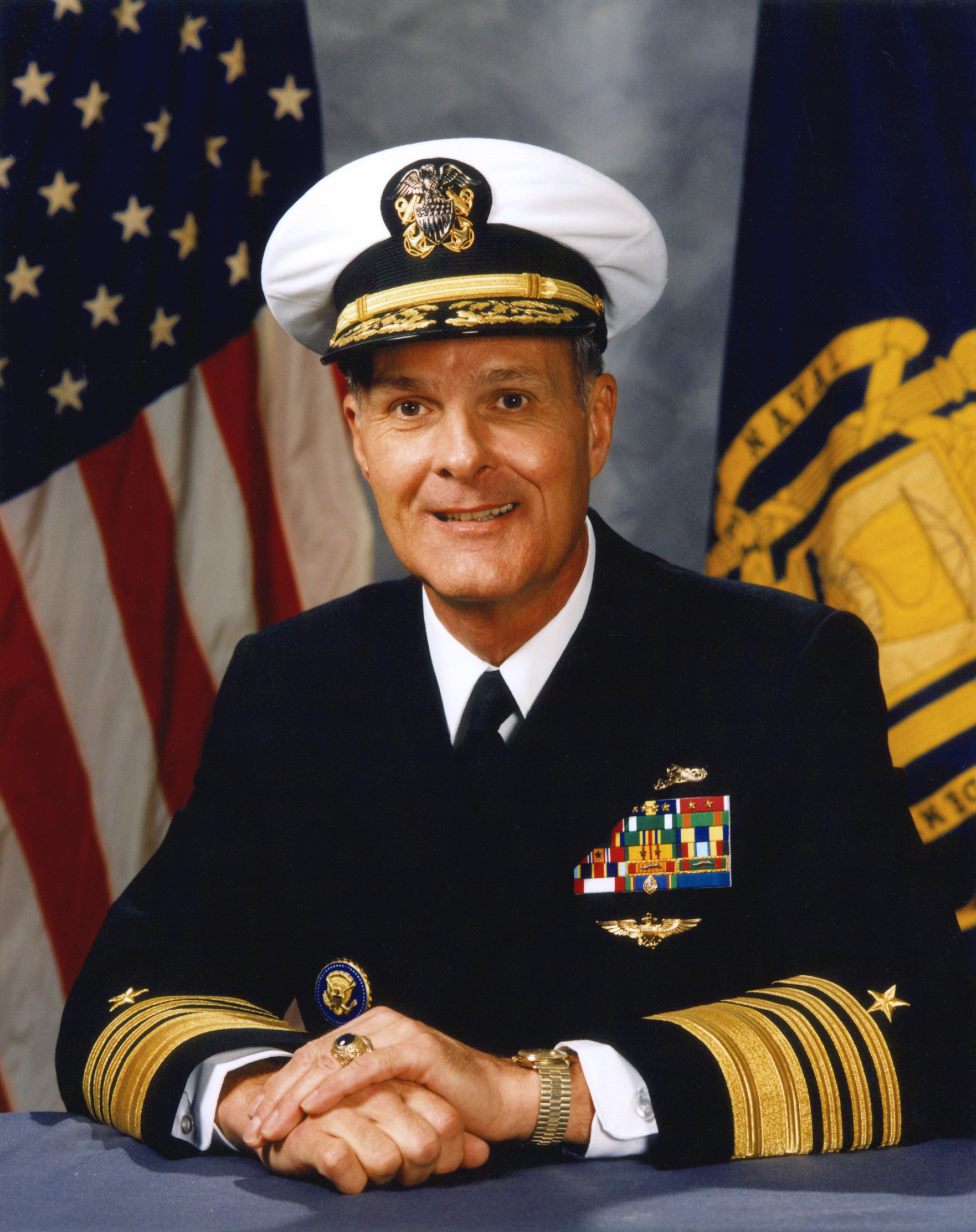
拉爾森將軍

查尔斯·罗伯特·拉尔森（英語：Charles Robert Larson，1936年11月20日—2014年7月26日），美国海军上将，曾任太平洋司令部司令。